# Europa de los Pueblos-Los Verdes
Europa de los Pueblos-Los Verdes is een Spaanse lijstverbinding, die gevormd werd voor de Europese Parlementsverkiezingen 2009 in Spanje. 
De alliantie bestaat uit elf partijen, waarvan er negen linksnationalistisch en twee groen zijn. Alle aangesloten partijen zijn gelieerd met de Europese Vrije Alliantie en/of de Europese Groene Partij. De alliantie verkoos een lid van het Europees Parlement, Oriol Junqueras van de Catalaanse ERC. Junqueras verkreeg hierdoor een positie in De Groenen/Vrije Europese Alliantie. 

## Aangesloten partijen
- Esquerra Republicana de Catalunya, Catalaanse onafhankelijke partij
- Bloque Nacionalista Galego, een coalitie van politieke partijen in Galicië
- Eusko Alkartasuna, Baskische nationalistische politieke partij
- Aralar, Baskische socialistische en separatistische politieke partij
- Chunta Aragonesista, een politieke partij van Aragon
- Partit Socialista de Mallorca, een politieke partij in Mallorca
- Entesa per Mallorca, een politieke partij in Mallorca
- Els Verds, een groene partij
- Confederación de los Verdes, een groene partij
- Nueva Canarias, partij van de Canarische eilanden
- Unidá, Asturische federatie van partijen